# 舂陵郡
舂陵郡，中国古代的郡。
隋朝大业三年（607年）改昌州置，治所在枣阳县（即今湖北省枣阳市）。户四万二千八百四十七，下辖六县：枣阳县、舂陵县、清潭县、湖阳县、上马县、蔡阳县。辖境约今湖北省枣阳市、河南省唐河县等地。唐朝武德三年（620年）复为昌州。 